# Paden (Oklahoma)
Paden es un pueblo ubicado en el condado de Okfuskee en el estado estadounidense de Oklahoma. En el año 2010 tenía una población de 	461 habitantes y una densidad poblacional de 384,17 personas por km².

## Geografía
Paden se encuentra ubicado en las coordenadas 35°30′26″N 96°34′7″O / 35.50722, -96.56861 (35.507287, -96.568516).

## Demografía
Según la Oficina del Censo en 2000 los ingresos medios por hogar en la localidad eran de $27,321 y los ingresos medios por familia eran $31,250. Los hombres tenían unos ingresos medios de $24,444 frente a los $20,972 para las mujeres. La renta per cápita para la localidad era de $12,444. Alrededor del 9.0% de la población estaban por debajo del umbral de pobreza.